# Oxyspora vagans
Oxyspora vagans là một loài thực vật có hoa trong họ Mua. Loài này được (Roxb.) Wall. mô tả khoa học đầu tiên năm 1830.